# VI Brygada Jazdy
VI Brygada Jazdy (VI BJ) – wielka jednostka kawalerii Wojska Polskiego II RP.
W maju 1921 roku, na bazie wojennej 1 Brygady Jazdy w DOK VI, sformowana została VI Brygada Jazdy z miejscem postoju dowództwa we Lwowie.
W 1924 VI BJ przeformowana została w 6 Samodzielną Brygadę Kawalerii.

## Obsada personalna dowództwa
- dowódca brygady - płk Konstanty Plisowski
- szef sztabu - kpt. / mjr SG Stanisław Jakub Sokołowski
- I oficer sztabu - rtm. Modest Romiszewski
- por. Stefan Świejkowski[2]

## Organizacja pokojowa
W 1923:
- dowództwo w garnizonie Lwów
- 6 pułk Ułanów Kaniowskich
- 9 pułk Ułanów Małopolskich
- 14 pułk Ułanów Jazłowieckich
- 6 dywizjon artylerii konnej